# Zespół Szkół Technicznych i Ogólnokształcących nr 1 im. Wojciecha Korfantego w Chorzowie
Zespół Szkół Technicznych nr 1 im. Wojciecha Korfantego w Chorzowie – publiczna szkoła ponadpodstawowa o profilu techniczno-branżowym.

## Kierunki
Technikum Elektroniczne
- technik informatyk
- technik programista
- technik elektronik
- technik spawalnictwa
- technik reklamy
- technik chłodnictwa i klimatyzacji
- technik mechanik

Branżowa Szkoła I Stopnia nr 1
- ślusarz
- elektronik

## Historia
Zespół Szkół Technicznych nr 1 im. Wojciecha Korfantego został utworzony na bazie szkoły górniczej. Ministerstwo Górnictwa postanowiło zarządzeniem z 1 maja 1950 utworzyć w Chorzowie Państwowe Liceum Górnicze. Otwarcie szkoły nastąpiło 1 września 1950. Szkoła nie posiadała własnego budynku i pierwszy rok młodzież spędziła przy ul. Dzierżyńskiego, a następnie w Liceum TPD przy ul. gen. H. Dąbrowskiego. W tym czasie uczniowie Liceum Górniczego pomagali w pracach przy budowie budynku przeznaczonego na siedzibę ich szkoły przy ul. Roosevelta, obok kopalni „Prezydent”. Już w listopadzie 1950 r. nastąpiło przeniesienie zajęć do nowego budynku mimo że był on dopiero wykończony w 80%. Z dniem 1 września 1951 r. Liceum zostało przemianowane na Technikum Górnicze i przeniesione do również nowo wzniesionych budynków w Chorzowie Batorym przy ul. Racławickiej, położonej w starej osadzie chorzowskiej zwanej „Klimzowcem”. W nowym gmachu szkolnym siedziba Technikum Górniczego nadal była tymczasowa, bowiem 200 m dalej na dawnym pustkowiu pokopalnianym, pełnym dołów i stawów zasypanych gruzem i odpadkami miasta Chorzowa, zaczęto wznosić kompleks gmachów dla potrzeb rozwijającej się szkoły. Od 1 września 1952 uczniowie Technikum Górniczego mogli już zamieszkać we własnym internacie, a budynek szkoły przy ulicy zwanej dzisiaj Sportową przejęty został dopiero 15 grudnia 1953 i z tą datą Technikum Górnicze w Chorzowie Batorym znalazło się we własnej siedzibie. Od dnia 1 września 2017r. szkoła zmieniła nazwę z "Zespół Szkół Technicznych i Ogólnokształcących nr 1 im. Wojciecha Korfantego w Chorzowie" na "Zespół Szkół Technicznych nr 1 im.Wojciecha Korfantego w Chorzowie", z powodu zlikwidowania VIII Liceum Ogólnokształcącego oraz Szkoły Policealnej nr 1 w 2012 roku.

## Absolwenci
- Piotr Ćwielong – piłkarz
- Jan Furtok – piłkarz
- Ewa Jarzyna – piłkarka ręczna
- Marcin Malcherczyk – koszykarz
- Krystian Probierz – prof. Politechniki Śląskiej
- Wojciech Szala – piłkarz
- Jacek Spałek – prof. Politechniki Śląskiej